# Більна
Більна, Більня — річка в Україні, у Шосткинському районі Сумської області. Права притока Локні (басейн Дніпра).

## Опис
Довжина річки приблизно 4,7 км.

## Розташування
Бере початок у селі Суходіл. Спочатку тече на південний захід, потім на південний схід і на південно-західній околиці села Уланове впадає у річку Локню, праву притоку Клевені.